# Lola Braccini

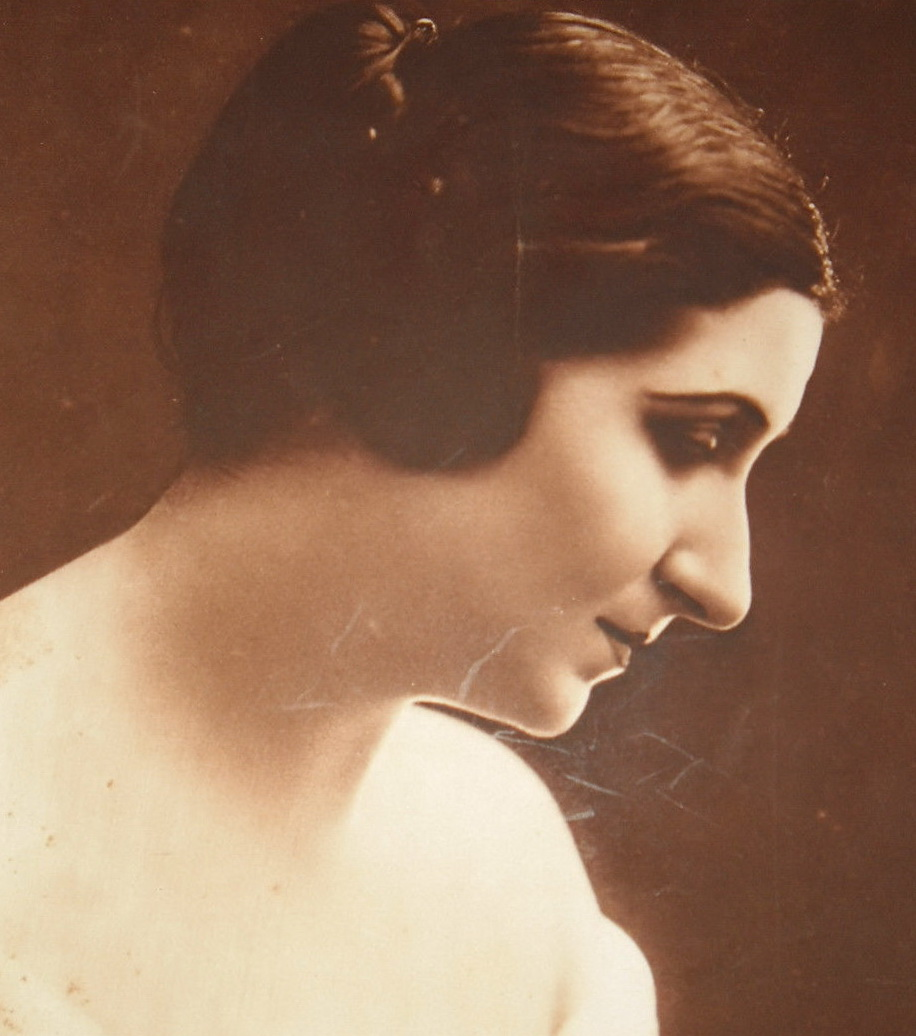
Lola Braccini

Lola Braccini (eigentlich Camilla Cariddi; * 28. März 1889 in Pisa; † 19. März 1969 in Rom) war eine italienische Schauspielerin.

## Leben
Braccini begann ihre Theaterlaufbahn 1912 als Kleindarstellerin als festes Mitglied des Teatro Argentina in Rom, das von Cesare Dondini geleitet wurde. Bereits in der Folgesaison nahmen sie Arturo Falconi/Luigi Zoncada unter Vertrag; sie spielte nach Giovanna Scotto die zweiten Damen. 1914/1915 sah man sie mit Irma Gramatica, Luigi Carini, Antonio Gandusio und Ugo Piperno, dann (wiederum als zweite Dame) mit Piperno neben Lyda Borelli. Fünf Jahre lang, bis 1922, war Braccini dann die Hauptdarstellerin im Ensemble um Antonio Gandusio. Lange Jahre freischaffend war sie in den 1930er Jahren wieder in verschiedenen Kompagnien zu erleben: Mit Dina Galli und erneut Gandusio 1930; 1934 in der Compagnia degli Spettacoli an der Seite von Marcello Giorda und Giulio Donadoni; im Folgejahr bei Renzo Ricci und Luigi Carini; 1937 mit Ricci alleine.
1939 begann mit ihrer Spezialisierung auf Mutterrollen, die sie in der Theatergruppe um Dina Galli verwirklichte, eine neue Schaffensperiode, in der auch der Film (nach nur zwei Rollen 1933 sowie 1936) verstärkt anfragte. Auf der Bühne hatte sie 1942 in einer solchen Rolle als unruhige Dame Mannon in Eugene O’Neills Trauer muß Elektra tragen  unter Anton Giulio Bragaglia großen Erfolg gefeiert; in solchen und vielen ähnlichen Nebenrollen war sie nun auf der Leinwand bis 1964 häufig zu sehen, wo ihr Talent aber nicht wirklich gefordert wurde. Ihre Bühnenkarriere brachte auch nach dem Zweiten Weltkrieg Bemerkenswertes hervor: Unter Luchino Visconti noch 1945 Die schrecklichen Eltern ihre „Tante Léo“; zehn Jahre später eine schöne Inszenierung der „Gigi“ unter Giorgio Di Lullo und im selben Jahr ihre Beteiligung am mit vielen bekannten Stars besetzten Buonanotte Bettina von Garinei und Giovannini.
Braccini war auch (u. a. für Ethel Barrymore, Marguerite Moreno und Florence Bates) als Synchronsprecherin tätig. Ein seltener Fernsehauftritt erfolgte 1954 für Madre allegria in der Regie von Anton Giulio Majano, einer der ersten gesendeten Komödien.

## Filmografie (Auswahl)
- 1933: Piccola mia
- 1936: Vivere - Kehr zurück, mein Mädel (Vivere!)
- 1951: Bellissima
- 1953: Erste Liebe (L'età dell'amore)
- 1954: Die Verrufenen (Donne proibite)
- 1958: Mädchen mit hübschen Beinen (Le bellissime gambe di Sabrina)
- 1963: Der Leopard (Il gattopardo)
- 1964: Verführung auf italienisch (Sedotta e abbandonata)
- 1964: Amori pericolosi